# Малък Балхан
Малък Балхан (на туркменски: Kiçi Balkan dagy; на руски: Малый Балхан) е нисък изолиран хребет в западната част на пустинята Каракум, разположен между северозападната част на планината Копетдаг и хребета Голям Балхан, в западната част на Туркменистан. Простира се от запад-югозапад на изток-североизток на протежение около 30 km, като сухата долина Узбой на северозапад го отделя от хребета Голям Балхан. Представлава ясно изразена в релефа силно нагъната антиклинала със стръмен северен и полегат южен склон. Максимална височина 779 m, (39°17′08″ с. ш. 54°51′06″ и. д. / 39.285556° с. ш. 54.851667° и. д.), разположена в западната му част. Изграден е основно от варовици, мергели и гипсоносни глини, в които има типично изразен карстово-суфозионен релеф и форми на подземната ерозия, т.нар. глинест карст. Частично е покрит с пелиново и пелиново-солянкова пустинна растителност.